# 麻丘真央
麻丘 真央（あさおか まお、2004年10月6日 - ）は、日本の女性アイドルであり、デジタル声優アイドルグループ22/7のメンバー。東京都出身。

## 略歴
- 2022年
  - 2月27日 - 公式YouTubeチャンネルでのライブ配信「ナナニジハウス」にて、22/7に加入[3]。
  - 4月20日 - 「22/7 LIVE TOUR 2022」追加公演にてキャラクター「桐生塔子」の声優を担当することが発表[4]。

- 2023年
  - 3月29日 - フジテレビ系列『めざましテレビ』のイマドキガールズに就任することが発表された[5]。

## 人物
- 愛称は「まおちゃん」「まおすけ」。
- 趣味は新作のチロルチョコ探し、ダイエットダンスで体を動かす事。特技はフェンシング、茶道。また、フェンシングに関しては全国大会で優勝するほどの実力を持っており[6][7]、江村宏二から指導を受けていたこともある[8]。
- カラスが嫌いである。
- 22/7では基本的にはリアルメンバーの年齢の非公表を方針にしているが、麻丘のみ『めざましテレビ』（フジテレビ）への不定期出演に伴い、番組方針から生年月日が公表されている[9]。

## 出演

### テレビ番組
- 22/7 計算中（2022年7月2日 - 2024年3月30日、桐生塔子） - season4から
- MUSIC BLOOD（2022年7月8日）
- めざましテレビ（2023年4月3日 - ） - 「イマドキ」ガール
- 歌のサンセット（2023年11月10日）
- 22/7 計算外（2024年4月20日 - ）

### テレビドラマ
- さよならマエストロ〜父と私のアパッシオナート〜（2024年3月17日、係員）[6]

### ラジオ
- 22/7 割り切れないラジオ+（2020年7月4日 - 2023年4月1日、超!A&G+） - 不定期
- A&G TRIBAL RADIO エジソン（2022年7月16日）

## 書籍

### 写真集
- 光の鏡（2024年10月6日、ワニブックス、撮影：藤原宏）ISBN 978-4847085789[10]